# ウィリアムズ・FW09
ウィリアムズ・FW09 (Williams FW09) は、ウィリアムズが1984年のF1世界選手権参戦用に開発したフォーミュラ1カーで、1983年の最終戦から投入された。設計はパトリック・ヘッドとニール・オートレイ。

## 概要
ホンダF1の黄金時代と謳われる第二期F1活動における71勝のうち最初の勝利を挙げたマシンである。
1983年にスピリット・レーシングへのエンジン供給で1968年以来15年ぶりにF1活動を再開したホンダは、テストベッドとしてのスピリットへのエンジン供給の先を見据え、勝つためのチームとしてワークスターボエンジンを持っていなかったウィリアムズと交渉をしていた。供給先にウィリアムズを選んだのは、当時ひょんなきっかけでジャック・ブラバムとコンサルタント契約を結ぶことができ、そのブラバムからの助言が大きかった。同年6月に1984年からのエンジン独占供給契約を締結。契約は無償供給での2年間であると公にされたが、実際にはこの時点で1986年までの3年契約が結ばれていた。当時のホンダF1の責任者である川本信彦によれば「3年契約については双方で合意していたが、1987年以降の2年間についてウィリアムズが供給の優先オプションを持つことを主張し、ホンダとしてはそれに同意できなかったので2ヶ月ほど（契約交渉を）放置しておいた」ところ、他メーカーのエンジン供給契約が次々と埋まり、ホンダ以外に選択肢の無くなったチーム代表のフランク・ウィリアムズが慌てて川本に連絡してきて契約に至った。
ホンダエンジンを積むためのウィリアムズの新車FW09は1983年9月のイタリアGPの前週、ドニントンパーク・サーキットで試走も済まされた。走行させたケケ・ロズベルグは「パワーは申し分なかった。マシンも50周くらい走って、シェイクダウン時特有の細かな問題を除けば、エンジン自体に全く問題は起こっていない。出たラップタイムにも励まされた」と述べた。このテスト前はウィリアムズは「ロズベルグは来年も残ってくれるはずだ」と、まだ希望はしているものの未確定であったことをほのめかしていたが、この事前テストでホンダのパワーを体験したロズベルグはウィリアムズとの契約延長を即決した。なお、この時のロズベルグがホンダエンジンについて非常に言葉を選んで慎重に話す様子を見た欧州の旧知のモータージャーナリストたちは「ケケがこんなに慎重に、気をつかってコメントをするのは初めて見た」と一様に驚いたという。
同年の最終戦南アフリカGPは高地でのキャラミ・サーキットで開催されることになっており、フランク・ウィリアムズが「ターボエンジンでなければ勝負にならないキャラミでDFVのFW08Cを持って行っても、率直に言って意味がない。クルマもすでに出来ているしどうせならホンダ・ターボでの参戦を前倒しできないものか」と希望。同意したホンダはスピリットへの供給を第14戦を最後に終了し、最終戦よりウィリアムズへのエンジン供給を開始したことに伴いFW09は実戦デビューした。ウィリアムズにとっては初となるターボエンジン搭載車である。ドライバーはケケ・ロズベルグとジャック・ラフィット。デビュー戦となった1983年南アフリカGPでロズベルグが予選6位、決勝では5位入賞を果たしてそのポテンシャルを見せた。

## 開発
チーフデザイナーのパトリック・ヘッドは、製作ノウハウの有無や信頼性を重視した結果、他チームのほとんどが導入し始めていたカーボンファイバー製モノコックではなく、このFW09でも依然としてアルミハニカム製モノコックでマシンを設計した。このためFW09は「最後の金属製F1マシン」と呼ばれた。ヘッドはレース界での新素材であるカーボンファイバーの利点をすでに研究していたが、その破壊される際に粉々に砕けるというカーボンモノコックの特徴が当時はまだ信用しきれなかったと述べており、ドライバー保護の観点であえて事故の際につぶれることで衝撃を吸収するアルミハニカムの採用を継続したと証言している。素材面だけでなく空力面でもヘッドは保守的であり、前年からのフラットボトム規定で多くのチームが採用したアロウシェイプでもなく、ジョン・バーナードがマクラーレンのマシンで実用化しトレンドとなっていた後輪付近のコークボトルデザインや後部ディフューザーも未装備であった。反面、複雑な機構を待たずシンプルかつコンパクトにまとめられていた。このマシンでの大きな目的はホンダV6ターボエンジンのパワーをチームとドライバーが使いこなすことであった。
ヘッドの1996年の回想では、FW09を設計した1983年は技術的転換期の苦難という貴重な経験をした年だったと述べており、「ホンダから（ウィリアムズの）ファクトリーに初めて送られてきた箱には、ホンダ・RA164Eエンジン単体とターボ2個しか入って無かった。本当にそれだけだったよ。他の補器類も、エンジン仕様データの説明も何も無かったので、すぐホンダに電話した。エンジンのシャシーへの配置の希望とか、エンジン仕様の詳細を聞こうと思ったんだけど、ホンダからは好きなようにやってくれ、というような答えが返ってきた。1983年の夏にFW09の初号機が出来たが、それはひどいものだったと思っているよ。9月にシェイクダウンしてすぐにアルミハニカムモノコックではターボエンジンのパワーに対して明らかに剛性不足なのも学んだ。だから次（FW10）からはカーボンモノコックにするのを決断させてくれたマシンだ。」と述べている。
ホンダとしてもまだF1ターボエンジンの開発は手探りで試行錯誤の部分も多く、この年に1勝を挙げることが出来たものの完成の域には程遠かった。ホンダのチーフエンジニアだった土師守は「ターボにしてもホンダF1専用のものがあるわけではなく、カタログの市販品の中から選んで手直しして載せてるような状況だった。ホンダの予算も決して多いわけではなく、それをどこにどう効果的に使うべきか勉強もエンジン開発も同時にやっている感じでした。」と証言しているほか、1982年のF1参戦準備開始から3年目となっても勝てない実情にホンダ・モータースポーツ責任者だった川本信彦も本田宗一郎から「どういうつもりでレースやってんだ。負けるくらいならレースなんかやめちまえ」としばしば叱咤されたという。
1984年7月、ホンダ側の開発責任者が川本から桜井淑敏に交代し、エンジン開発の体制も大きく見直されたものの、その後もエンジン廻りのトラブルは続いた。このため、桜井は後藤治らとの話し合いの結果、エンジン設計を抜本的に変更することを決定。これが翌年のホンダ・RA165Eの投入につながることになる。

## 1984年シーズン
開幕戦ブラジルGPでロズベルグが2位表彰台を獲得するなど非常に幸先のよいスタートを切るが、ターボエンジン特有のターボラグに両ドライバーは苦しめられ、機械的なトラブルにも多く見舞われた。しかし猛暑のダラスで開催されたアメリカグランプリで、多くのチームやドライバーがその暑さに苦しんでトラブルやスピン・クラッシュを繰り返す中で予選8位のロズベルグが優勝、異常なまでの暑さによるトリッキーなコンディションと特注の冷却システム付ヘルメットにも助けられる形でシーズン唯一の勝利を挙げた。これはホンダにとっても第二期活動での初優勝であり、1967年イタリアグランプリ以来17年ぶりの優勝となった。
同年のイギリスグランプリからは改良型となるFW09Bを投入したが、その後の7戦での完走はオランダグランプリでロズベルグが8位、ポルトガルグランプリでラフィットが14位と両者一回ずつのみで他はすべてリタイアに終わり、結果的に改良車ではポイント獲得すらできなかった。

## スペック

### シャーシ
- シャーシ名 FW09/09B
- ホイールベース 2,667 mm
- 前トレッド 1,803 mm
- 後トレッド 1,626 mm
- クラッチ　AP
- ブレーキキャリパー　AP
- ブレーキディスク・パッド　SEP
- ホイール フォンドメタル
- タイヤ グッドイヤー
- ダンパー ペンスキー
- 燃料搭載量 220L
- 車体重量 540kg

### エンジン
- エンジン名 ホンダRA164E
- 気筒数 V型6気筒ツインターボ
- 排気量 1,500cc
- 最高回転数 11,000回転
- ピストンボア 90mm
- ストローク 39.2mm
- スパークプラグ NGK
- 燃料・潤滑油 モービル

## 記録
| 年   | No. | ドライバー | 1   | 2   | 3   | 4   | 5   | 6   | 7   | 8   | 9   | 10  | 11  | 12  | 13  | 14  | 15  | ポイント | ランキング |
| 年   | No. | ドライバー | BRA | USE | FRA | SMR | MON | BEL | DET | CAN | GBR | GER | AUT | NED | ITA | EUR | RSA | ポイント | ランキング |
| ---- | --- | ---------- | --- | --- | --- | --- | --- | --- | --- | --- | --- | --- | --- | --- | --- | --- | --- | -------- | ---------- |
| 1983 | 5   | ラフィット |     |     |     |     |     |     |     |     |     |     |     |     |     |     | Ret | 2        | 11位       |
| 1983 | 6   | ロズベルグ |     |     |     |     |     |     |     |     |     |     |     |     |     |     | 5   | 2        | 11位       |

| 年   | No. | ドライバー | 1   | 2   | 3   | 4   | 5   | 6   | 7   | 8   | 9   | 10  | 11  | 12  | 13  | 14  | 15  | 16  | ポイント | ランキング |
| 年   | No. | ドライバー | BRA | RSA | BEL | SMR | FRA | MON | CAN | DET | USA | GBR | GER | AUT | NED | ITA | EUR | POR | ポイント | ランキング |
| ---- | --- | ---------- | --- | --- | --- | --- | --- | --- | --- | --- | --- | --- | --- | --- | --- | --- | --- | --- | -------- | ---------- |
| 1984 | 5   | ラフィット | Ret | Ret | Ret | Ret | 8   | 8   | Ret | 5   | 4   | Ret | Ret | Ret | Ret | Ret | Ret | 14  | 25.5     | 6位        |
| 1984 | 6   | ロズベルグ | 2   | Ret | 4   | Ret | 6   | 4   | Ret | Ret | 1   | Ret | Ret | Ret | 8   | Ret | Ret | Ret | 25.5     | 6位        |

- 太字はポールポジション、斜字はファステストラップ。(key)

## 現存する車両
- FW09のうち1台はホンダが所有しており、栃木県のモビリティリゾートもてぎ内「ホンダコレクションホール」にて展示保存されている[10]。
- イギリスのウィリアムズF1博物館（Williams F1 Heritage Collection）に2台管理されており[11]、1983年最終戦仕様のラフィット車と1984年仕様のロズベルグ車が展示されている。